# Bartłomiej Kawano Shichiemon
Bartłomiej Kawano Shichiemon (zm. 10 września 1622 na wzgórzu Nishizaka w Nagasaki) – błogosławiony Kościoła katolickiego, męczennik, ofiara prześladowań antykatolickich w Japonii.

## Życiorys
Bartłomiej Kawano Shichiemon należał do Bractwa Różańcowego.
W Japonii w okresie Edo (XVII w.) doszło do prześladowań chrześcijan. Bartłomiej Kawano Shichiemon został ścięty 10 września 1622 na wzgórzu Nishizaka w Nagasaki za to, że nie doniósł władzom o ukrywaniu katolickich misjonarzy przez jego sąsiadów Antoniego Hamanomachiego i Damiana Tandę Yaichiego. Z tego samego powodu stracono również Dominika Nakana. Następnego dnia ścięto jego 7-letniego syna, Piotra.
Został beatyfikowany razem z synem w grupie 205 męczenników japońskich przez Piusa IX w dniu 7 lipca 1867 (dokument datowany jest 7 maja 1867).
Dniem jego wspomnienia jest 10 września (w grupie 205 męczenników japońskich).